# Werkkapitaalbeheer
De Treasury heeft niet het operationele beheer over het werkkapitaal. Het beheer is in handen van specifieke afdelingen zoals de debiteurenbewaking, crediteurenadministratie en de afdeling logistiek bij de afzonderlijke werkmaatschappijen. De Treasury moet wel nauw betrokken worden bij dit proces, want het uitvloeisel van het beleid ten aanzien van deze posten bepaalt in hoge mate de liquiditeitspositie van het bedrijf. Bij het opzetten van een Treasury-afdeling moeten goede communicatielijnen worden opgezet om het cash management optimaal te laten functioneren.
Tot de taken van de Treasury behoort zeker het verrichten van aanbevelingen ten aanzien van omloopsnelheid van de debiteuren, crediteuren en voorraden aangezien dit een grotere liquiditeit tot gevolg kan hebben. Tevens kan de Treasury proberen de stabiliteit van de kasstromen uit deze posten te vergroten.
Onder werkkapitaalbeheer verstaat men het optimaal beheren van de volgende posten op de balans:
Debiteuren - We zien in toenemende mate een beweging dat de cash manager zich bezig gaat houden met het beheer van de debiteurenportefeuille, betalingscondities en inningsmethoden. Actief debiteurenbeheer, waarbij het nauwkeurig bewaken van de kredietlijnen richting afnemers veel aandacht heeft, zal zulke risico's kunnen reduceren. Samengevat zijn de taken op dit gebied:
- het formuleren van betalingsvoorwaarden;
- het formuleren van incassoprocedures;
- het vaststellen van kredietlimieten;
- bewaking van de debiteurenontwikkeling;
- ondersteunen bij het accepteren van nieuwe klanten.

Crediteuren - Voorspelling van crediteurenbetalingen is op korte termijn met goede procedures zeer eenvoudig, maar op lange termijn vergt dit goede communicatie met de inkoper. Daar begint immers de verplichting en dus de potentiële kasstroom. Daarnaast heeft de Treasury nog de volgende verantwoordelijkheden:
- advisering over het wel of niet gebruikmaken van leverancierskorting bij snelle betaling;
- ondersteuning bij leverancierselectie;
- bewaking bij de bestedingen.

Voorraden - Voorraadbeheer heeft ook zijn consequentie voor de kasstromen. Immers, in voorraden zit kapitaalbeslag en de optimalisatie hiervan heeft een positief effect op de kasstromen en dus het netto werkkapitaal. De Treasury heeft geen input in het logistieke traject maar zal vooral kijken naar de financiële consequenties daarvan. De Treasury zal zich voornamelijk bezighouden met de volgende aspecten van het voorraadbeheer:
- optimalisering van de voorraadhoogte;
- het bepalen van het in de voorraad vastgelegde vermogen.